# Bell Canyon (Kalifornija)
Bell Canyon je naseljeno područje za statističke svrhe u američkoj saveznoj državi Kalifornija. Prema popisu stanovništva iz 2010. u njemu je živjelo 2,049 stanovnika.